# Vol Aerosvit 241
Le 17 décembre 1997, un Yakovlev Yak-42 assurant le vol Aerosvit 241, un vol international régulier reliant Odessa, en Ukraine, à Thessalonique, en Grèce, s'est écrasé sur le flanc d'une montagne, lors d'une approche interrompue sur l'aéroport de Thessalonique-Makedonía, ne laissant aucun survivant parmi les 70 personnes à bord.
L'enquête, menée par le Conseil d'enquête sur les accidents aériens grecs, a conclu que l'accident a été causé par une erreur de navigation de l'équipage. Lors de la deuxième approche de l'avion vers Thessalonique, l'équipage s'est retrouvé désorienté et a perdu la position de l'avion par rapport à l'axe d'approche. Malgré de nombreux indices à sa disposition, l'équipage confus a refusé de déclarer une urgence face à la situation et a décidé de se réorienter. L'équipage n'a pas suivi la route qu'il était censé emprunter et l'avion s'est finalement écrasé contre le relief.

## Contexte

### Avion
Le vol 241 est assuré par un Yakovlev Yak-42, immatriculé UR-42334. L'appareil a volé pour la première fois en 1986 et a été livré à Aeroflot, avec comme première immatriculation CCCP-42334, en juin 1986. Il a ensuite été livré à Air Ukraine, sous l'immatriculation UR-42334.
En novembre 1997, il est revenu d'une période de location de 7 mois à Tiger Air, une compagnie aérienne charter basée en Yougoslavie. Le vol 241 était effectué dans le cadre d'un contrat de location, incluant l'équipage, avec Aerosvit. L'avion cumulait 12 008 heures de vol et 6 836 cycles (décollage/atterrissage) au moment de l'accident.

### Passagers et équipages
Le vol 241 transportait 62 passagers - six enfants, 16 femmes et 40 hommes - et 8 membres d'équipage. Le pilote instructeur, le commandant de bord et le copilote étaient russes, tandis que l'ingénieur de vol et le reste de l'équipage étaient ukrainiens. La directrice de la société de construction d'État de Thessalonique, Melina Emfietzoglou, a déclaré que 23 des passagers étaient des employés de la société qui rentraient chez eux pour passer les vacances de Noël avec leurs familles.
Le commandant de bord a été identifié comme étant Aleksii Vcherashnyii. Il était le commandant de bord et cumulait 9 850 heures de vol, dont 2 300 heures sur Yak-42. Le copilote, dont le nom n'a pas été révélé, totalisait 6 700 heures de vol, dont 3 000 heures sur Yak-42. Le pilote instructeur, dont le nom n'a également pas été révélé, comptait 16 210 heures de vol, dont 5 350 heures sur Yak-42.

## Déroulement du vol
Le vol 241 était un vol international régulier de passagers entre Odessa, en Ukraine, et Thessalonique, capitale de la région de Macédoine, en Grèce, et deuxième plus grande ville du pays. Le vol devait initialement être opéré par un Boeing 737. Le premier segment du vol de Lviv à Odessa était opéré par le 737, mais en raison de problèmes de moteur, l'avion a été remplacé par un Yakovlev Yak-42. Le vol s'est ensuite poursuivi vers Thessalonique à travers l'espace aérien ukrainien et bulgare.
Le vol 241, en provenance d'Odessa, est entré dans l'espace aérien grec à 20 h 39, heure locale. L'équipage a immédiatement contacté le contrôle d'approche de Thessalonique. À ce moment-là, le contrôleur aérien donnait l'ordre à un vol d'Olympic Airways à proximité de l'aéroport de descendre à 3 500 pieds (1 100 m). L'équipage du vol 241 a pris ce message par erreur, pensant qu'il lui était destiné, et l'a relu au contrôleur. Le contrôleur a ensuite clarifié le problème et a demandé à l'équipage du vol 241 de se tenir prêt. Ce dernier a ensuite été autorisé à descendre pour une approche VOR-DME-ILS vers la piste 16.

Carte de l'aéroport de Thessalonique-Makedonía, qui montre que, pour une approche sur la piste 16, l'équipage devait effectuer une approche depuis le nord.

Le Yak-42 est arrivé à Thessalonique à une altitude très élevée et a continué à survoler l'aéroport en direction du sud. Le contrôleur s'en est rendu compte et a informé l'équipage de la situation. Il leur a alors été demandé de monter à 6 000 pieds (1 800 m) et de maintenir leur vol dans un circuit d'attente au sud, avant de leur demander plus tard de sortir du circuit d'attente et de revenir au VOR de l'aéroport en tournant à droite, vers le nord, ce que l'équipage a reconnu.
Lors de la deuxième tentative d'approche de l'aéroport par l'équipage, le contrôleur a demandé à plusieurs reprises de confirmer leur position. L'équipage a déclaré qu'il était sur le bon cap et le contrôleur lui a demandé de le suivre. À ce moment-là, d'après les informations de l'équipage, il aurait dû se trouver au nord de l'aéroport. L'équipage n'a signalé aucun problème concernant la procédure d'approche. Cependant, plus tard, l'équipage a soudainement demandé un vecteur radar au contrôleur. Comme Thessalonique n'était pas équipée d'un radar, le contrôleur l'a refusé et a demandé à l'équipage de se conformer à la procédure écrite pour une approche vers la piste 16. 
Le contrôleur a alors commencé à s'inquiéter de la compréhension réelle de l'équipage de la procédure d'approche de l'aéroport. Il a ensuite demandé à l'équipage s'il connaissait réellement la procédure d'approche VOR-DME-ILS pour la piste 16, ce à quoi l'équipage a répondu : « Maintenant... en route vers le VOR... 3 500 pieds, confirmez-vous ? ». Le contrôleur a été soulagé par la réponse et a ensuite demandé à l'équipage de respecter l'approche ILS et de faire un rapport lorsqu'ils seraient établis sur le localizer.
À 21 h 11, heure locale, le contrôleur a demandé à l'équipage s'il avait été établi sur le localizer. L'équipage a répondu : « Tournons à droite vers la balise ». L'ATC a ensuite demandé à l'équipage de signaler s'il avait atteint la radioborne extérieure, ce à quoi l'équipage a répondu : « Signalerons une fois à la radioborne extérieure ». Ce fut la dernière transmission de l'équipage. Le vol 241 a alors cessé tout contact avec le contrôle aérien de Thessalonique et a été déclaré disparu.

## Recherche et sauvetage
L'armée grecque a été informée de la disparition du vol 241 et une équipe de recherche et sauvetage a été immédiatement formée. Les opérations de recherche et de sauvetage se sont d'abord concentrées au nord, car c'était la dernière position signalée par l'équipage. Après avoir obtenu les données radar de l'armée de l'air grecque, il a été révélé par la suite que l'avion volait en fait vers l'ouest, puis vers le sud-ouest de l'aéroport. Les habitants ont également signalé qu'il y avait eu un flash lumineux près de la zone où avait disparu l'avion. 
L'opération de recherche et de sauvetage a finalement été déplacée vers la zone autour de Kateríni, et plus précisément autour des monts de Piérie. L'opération a commencé à 23 h 00, heure locale, impliquant des membres de la garde côtière hellénique, de la marine de guerre hellénique, de l'armée hellénique, de la force aérienne grecque, de la police grecque et de l'unité spéciale d'intervention en cas de catastrophe. Des membres des clubs de ski locaux et des alpinistes ont également participé en tant que volontaires.
Les opérations de recherche et de sauvetage ont été entravées par les mauvaises conditions météorologiques dans la région. Un brouillard épais et à basse altitude a empêché les sauveteurs d'effectuer des vols de reconnaissance dans la zone. La recherche de l'épave a également été rendue difficile par le fait que le Yak-42 n'était pas équipé d'un émetteur de localisation d'urgence (ELT).
Le 19 décembre, l'armée grecque a déployé 5 000 personnes pour participer à l'opération de recherche et de sauvetage ; 29 hélicoptères et 500 véhicules ont également été déployés pour participer à l'opération. Cependant, le mauvais temps a encore entravé les efforts de recherche et de sauvetage et les recherches ont été suspendues par la suite.
Le 20 décembre, trois jours après la disparition du vol 241, un hélicoptère de la marine hellénique a repéré des signes indiquant que la cime de plusieurs arbres avaient été coupées. Le site du crash a été localisé et l'équipe de recherche et de sauvetage s'est immédiatement rendue sur place. L'épave a été retrouvée à une altitude de 1 100 m, située dans une gorge et était ensevelie sous une épaisse couche de neige, avec des débris éparpillés sur une vaste périmètre. Aucun survivant n'a été retrouvé sur le site du crash ; les 70 passagers et membres d'équipage à bord du vol 241 ont tous péri dans l'accident. 
Par coïncidence, un Lockheed C-130 Hercules exploité par la force aérienne grecque, participant à la recherche du vol 241, s'est écrasé sur le mont Pastra (en) pendant sa descente vers la base aérienne de Tanagra (en), tuant les cinq membres d'équipage à bord.

## Enquête
L'accident s'étant produit en Grèce, le gouvernement grec a immédiatement mis en place une commission indépendante chargée d'enquêter sur l'accident. Sous l'égide de l' Autorité hellénique de l'aviation civile (en) (HCAA), le gouvernement a formé le Conseil d'enquête sur les accidents aériens. L'enquête a également été menée avec l'aide de représentants de la Russie, où a été construit l'avion, et de l'Ukraine, où il était immatriculé.
Les enregistreurs de vol ont été récupérés en bon état, sur le lieu du crash, et ont été emmenés au siège du Bureau fédéral allemand d'enquête sur les accidents aéronautiques (BFU), à Brunswick, pour une lecture de leurs données.
Le rapport final a été publié environ 11 mois après l'accident, le 11 novembre 1998. Des copies du rapport final ont été envoyées aux enquêteurs ukrainiens et russes en juin 1998. Le rapport final énumérait les causes suivantes au crash du vol 241 :
- L’incapacité de l’équipage à planifier et à exécuter adéquatement la procédure d’approche et d’approche interrompue pour la piste 16 de l’aéroport de Thessalonique.

- L'incapacité de l'équipage à utiliser correctement les aides à la radionavigation de l'aéroport et les instruments de l'équipement radio de l'avion, et à interpréter les informations présentées.

- L’omission de l’équipage de déclarer une situation d’urgence lorsqu’il a perdu son orientation, à la suite de l’approche interrompue, malgré de nombreux indices l’avertissant de la situation susmentionnée.

- L'incapacité du commandant de bord à atteindre les performances maximales en montée de l'avion, en réponse au signal d'alarme de l'avertisseur de proximité du sol (GPWS) qui s'est déclenché 30 secondes avant l'impact.

- Le manque de présence du commandant de bord, de discipline dans le poste de pilotage et de gestion des ressources de l'équipage (CRM), qui a donné lieu à un équipage désorganisé, confus et finalement dysfonctionnel.

- La surveillance inadéquate de la compagnie aérienne sur ses opérations de vol, qui a permis et a abouti à la planification d'un vol régulier de passagers avec un récepteur ILS (NAV) inopérant, avec un équipage insuffisamment préparé et peu qualifié et un avion qui n'était pas conforme aux réglementations de navigabilité nationales et internationales (il n'avait pas reçu le certificat de type avec l'amendement correspondant pour effectuer des vols internationaux).

## Conséquences
Les enquêteurs ont émis 20 recommandations, dont 9 ont été envoyées à l'Organisation de l'aviation civile internationale (OACI). À la lumière de l'enquête sur cet accident, les autorités ukrainiennes et helléniques ont été invitées à créer une formation CFIT obligatoire pour tous les pilotes des deux pays. 
Le Département d'État ukrainien des transports aériens a également été invité à inclure une formation obligatoire à la gestion des ressources de l'équipage (CRM) et la formation au vol en ligne (en) (LOFT) pour tous les équipages de vol et la HCAA a été invitée à fournir une installation radar à l'aéroport de Thessalonique.
Le gouvernement grec a inauguré un mémorial en souvenir des victimes du vol 241 en 2000 ; une petite chapelle a ensuite été construite à proximité du site de l'accident.